# Баглаенко, Валентин Григорьевич
Валентин Григорьевич Баглаенко (ром. Valencin Grigorjěļič Baglaênko ,29 октября 1934 г., Симферопольский район — 30 мая 1991, Ленинград) — советский певец, исполнитель цыганских песен и романсов.

## Биография
Родился в семье кочевых цыган-сэрвов. Окончил деревенскую школу, затем — ремесленное училище Харькова. После училища работал слесарем на Харьковском вагоноремонтном заводе.
С детства увлекался музыкой, играл на семиструнной гитаре, пел. «На публику» начал петь в капелле, ещё ребёнком. Работая на заводе, занимался во Дворце культуры. Вскоре талант Валенина Баглаенко обратил на себя внимание специалистов. Юноша без экзаменов был зачислен в Харьковскую консерваторию. В эти же годы он пробует свои силы на сцене Харьковской оперетты.
Но любовь к цыганской песне, старинному цыганскому романсу, семиструнной гитаре привели Валентина на эстраду. Через какое-то время Валентин устроился работать в цыганский цирк. Работал как наездник, также выступал с песнями и танцами. Затем — снова эстрада.
В 1967 году В. Баглаенко пришёл работать в театр «Ромэн». На сцене театра им были сыграны главные роли в спектаклях:
- «Цыганка Аза»
- «Я цыганка»
- «Горячая кровь»
- «Ром Баро»

В 1969 году Баглаенко возвращается на эстраду и переходит работать в Москонцерт, где некоторое время выступает с Надеждой Тишининовой, им также аккомпанировал Сергей Орехов. В том же году певца приглашают в Ленинградский мюзик-холл, и он вместе с семьёй переезжает в Ленинград. Вместе с коллективом много гастролировал по Европе. В 1970 году на Международном фестивале эстрадной песни в Сопоте на «Дне грампластинки» В. Баглаенко был удостоен звания лауреата и первого приза «Польской федерации джаза». Звания лауреата он был удостоен и в 1971 году — на фестивале в Каннах.
В конце 80-х Валентин Баглаенко знакомится с Михаилом Юрьевичем Аптекманом — заслуженным артистом РСФСР, солистом-пианистом ленинградского государственного концертного объединения «Ленконцерт». Это знакомство вылилось в творческий проект «Помни обо мне», который был записан фирмой «Мелодия» в 1987 г. — последний диск, записанный при жизни В. Баглаенко.
Жена — Валентина, сын — Валентин.
В 1991 году В. Баглаенко погиб на отдыхе: во время плавания у него отказало сердце.
Похоронен на Волковском кладбище в Санкт-Петербурге.
Голос Валентина Баглаенко — баритональный тенор, красивого, полётного, благородного тембра, сочетает в себе специфическую цыганскую манеру пения и европейскую постановку, оперное звучание. Благодаря классическому образованию, певец обладал хорошим вкусом, уверенно владел голосом, его пение было лишено обычной для цыган страстной интонации и детонирования. Вместе с тем певцу был присущ сильный, воспламеняющийся темперамент. Творчество Баглаенко может считаться одним из самых удачных образцов русскоязычного цыганского пения.

## Дискография
- 1968 г. Цыганские песни и романсы (гигант)
- 1969 г. Цыганские песни (миньон)
- 1971 г. Песни и романсы (миньон — сборник)
- 1973 г. Романсы и песни (гибкая пластинка) (Ленконцерт)
- 1978 г. Песни и романсы (гигант)
- 1979 г. Твои глаза (гигант)
- 1981 г. Помни обо мне (гигант)

Записаны его пластинки на всесоюзной студии грамзаписи «Мелодия»
Также было выпущено несколько сборников цыганских песен, куда вошли исполненные им песни.
Его пластинки также были выпущены на западе известной французской студией «Le Chant Du Monde».
Также песни в его исполнении включены в несколько компакт-дисков.

## Фильмография
- 1983 Спокойствие отменяется :: Ивко
- 1981 Семь счастливых нот :: исполнение песни
- 1970 Бушует «Маргарита» :: исполнение песни
- 1969 В тринадцатом часу ночи :: исполнение песни
- 1968 День ангела (фильм, 1968) :: певец
- 1968 Живой труп :: солист в цыганском хоре